# The Monster (Eminem)
The Monster is een nummer van Eminem met Rihanna uit 2013, afkomstig van het album The Marshall Mathers LP 2. Het VIER-programma "Dwangers" uit 2015 gebruikte het nummer als titelsong.

## Tracklijst
| Nr. | Titel                   | Duur  |
| --- | ----------------------- | ----- |
| 1.  | The Monster (expliciet) | 04:02 |
| 2.  | The Monster (edited)    | 04:02 |

## Hitnoteringen

### Nederlandse Top 40
| Hitnotering: 09-11-2013 t/m 03-05-2014 | Hitnotering: 09-11-2013 t/m 03-05-2014 | Hitnotering: 09-11-2013 t/m 03-05-2014 | Hitnotering: 09-11-2013 t/m 03-05-2014 | Hitnotering: 09-11-2013 t/m 03-05-2014 | Hitnotering: 09-11-2013 t/m 03-05-2014 | Hitnotering: 09-11-2013 t/m 03-05-2014 | Hitnotering: 09-11-2013 t/m 03-05-2014 | Hitnotering: 09-11-2013 t/m 03-05-2014 | Hitnotering: 09-11-2013 t/m 03-05-2014 | Hitnotering: 09-11-2013 t/m 03-05-2014 | Hitnotering: 09-11-2013 t/m 03-05-2014 | Hitnotering: 09-11-2013 t/m 03-05-2014 | Hitnotering: 09-11-2013 t/m 03-05-2014 | Hitnotering: 09-11-2013 t/m 03-05-2014 |
| Week:                                  | 1                                      | 2                                      | 3                                      | 4                                      | 5                                      | 6                                      | 7                                      | 8                                      | 9                                      | 10                                     | 11                                     | 12                                     | 13                                     | 14                                     |
| -------------------------------------- | -------------------------------------- | -------------------------------------- | -------------------------------------- | -------------------------------------- | -------------------------------------- | -------------------------------------- | -------------------------------------- | -------------------------------------- | -------------------------------------- | -------------------------------------- | -------------------------------------- | -------------------------------------- | -------------------------------------- | -------------------------------------- |
| Positie:                               | 14                                     | 7                                      | 3                                      | 4                                      | 3                                      | 4                                      | 5                                      | 3                                      | 2                                      | 3                                      | 5                                      | 6                                      | 9                                      | 11                                     |
| Week:                                  | 15                                     | 16                                     | 17                                     | 18                                     | 19                                     | 20                                     | 21                                     | 22                                     | 23                                     | 24                                     | 25                                     | 26                                     |                                        |                                        |
| Positie:                               | 11                                     | 12                                     | 14                                     | 12                                     | 12                                     | 13                                     | 16                                     | 20                                     | 23                                     | 30                                     | 35                                     | 37                                     | uit                                    |                                        |

### NederlandseSingle Top 100
| Positie: | 32 | 4  | 3  | 6  | 6  | 4  | 10 | 10 | 13 | 11 | 11 | 15 | 15 | 18  | 24 |
| Week:    | 16 | 17 | 18 | 19 | 20 | 21 | 22 | 23 | 24 | 25 | 26 | 27 | 28 |     |    |
| Positie: | 29 | 35 | 38 | 31 | 28 | 38 | 39 | 44 | 47 | 52 | 49 | 59 | 71 | uit |    |

### VlaamseUltratop 50
| Hitnotering: 09-11-2013 t/m 15-03-2014 | Hitnotering: 09-11-2013 t/m 15-03-2014 | Hitnotering: 09-11-2013 t/m 15-03-2014 | Hitnotering: 09-11-2013 t/m 15-03-2014 | Hitnotering: 09-11-2013 t/m 15-03-2014 | Hitnotering: 09-11-2013 t/m 15-03-2014 | Hitnotering: 09-11-2013 t/m 15-03-2014 | Hitnotering: 09-11-2013 t/m 15-03-2014 | Hitnotering: 09-11-2013 t/m 15-03-2014 | Hitnotering: 09-11-2013 t/m 15-03-2014 | Hitnotering: 09-11-2013 t/m 15-03-2014 | Hitnotering: 09-11-2013 t/m 15-03-2014 | Hitnotering: 09-11-2013 t/m 15-03-2014 | Hitnotering: 09-11-2013 t/m 15-03-2014 | Hitnotering: 09-11-2013 t/m 15-03-2014 | Hitnotering: 09-11-2013 t/m 15-03-2014 | Hitnotering: 09-11-2013 t/m 15-03-2014 | Hitnotering: 09-11-2013 t/m 15-03-2014 | Hitnotering: 09-11-2013 t/m 15-03-2014 | Hitnotering: 09-11-2013 t/m 15-03-2014 | Hitnotering: 09-11-2013 t/m 15-03-2014 |
| Week:                                  | 1                                      | 2                                      | 3                                      | 4                                      | 5                                      | 6                                      | 7                                      | 8                                      | 9                                      | 10                                     | 11                                     | 12                                     | 13                                     | 14                                     | 15                                     | 16                                     | 17                                     | 18                                     | 19                                     |                                        |
| -------------------------------------- | -------------------------------------- | -------------------------------------- | -------------------------------------- | -------------------------------------- | -------------------------------------- | -------------------------------------- | -------------------------------------- | -------------------------------------- | -------------------------------------- | -------------------------------------- | -------------------------------------- | -------------------------------------- | -------------------------------------- | -------------------------------------- | -------------------------------------- | -------------------------------------- | -------------------------------------- | -------------------------------------- | -------------------------------------- | -------------------------------------- |
| Positie:                               | 13                                     | 3                                      | 2                                      | 2                                      | 2                                      | 4                                      | 8                                      | 11                                     | 10                                     | 11                                     | 10                                     | 13                                     | 10                                     | 8                                      | 17                                     | 36                                     | 37                                     | 27                                     | 37                                     | uit                                    |

### NPO Radio 2 Top 2000
| Nummer met noteringen in de NPO Radio 2 Top 2000 | '18  | '19  | '20  | '21  | '22  | '23  | '24  |
| ------------------------------------------------ | ---- | ---- | ---- | ---- | ---- | ---- | ---- |
| The Monster                                      | 1382 | 1418 | 1478 | 1928 | 1801 | 1451 | 1437 |

1. ↑  Een vetgedrukt getal geeft de hoogste notering aan.
2. ↑  2018 was het eerste jaar met een notering voor dit nummer.

## Releasedata
| Land                | Releasedatum     | Formaat        | Label                        |
| ------------------- | ---------------- | -------------- | ---------------------------- |
| Frankrijk           | 29 oktober 2013  | muziekdownload | Aftermath, Interscope, Shady |
| Duitsland           | 29 oktober 2013  | muziekdownload | Aftermath, Interscope, Shady |
| Italië              | 29 oktober 2013  | muziekdownload | Aftermath, Interscope, Shady |
| Spanje              | 29 oktober 2013  | muziekdownload | Aftermath, Interscope, Shady |
| Verenigd Koninkrijk | 29 oktober 2013  | muziekdownload | Aftermath, Interscope, Shady |
| Verenigde Staten    | 29 oktober 2013  | muziekdownload | Aftermath, Interscope, Shady |
| Duitsland           | 18 november 2013 | cd-single      | Interscope, Universal        |